# HKDI Gallery

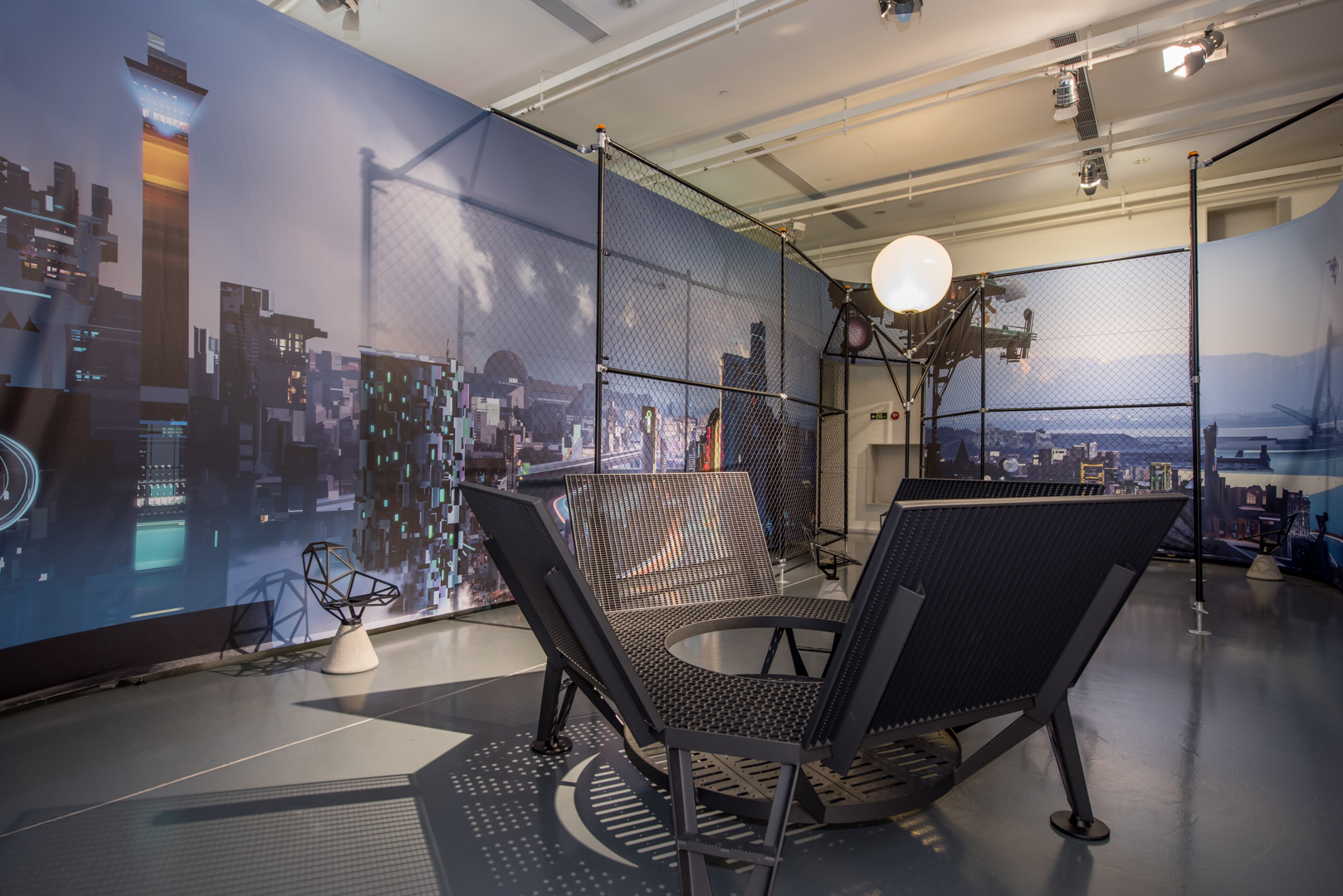
Konstantin Grcic 歷來最大型的個人專題展覽《大觀》於 HKDI Gallery 舉行

HKDI Gallery是一所在香港的當代設計展覽館，位於香港知專設計學院地下，提供面積高達600平方米的展覽空間，舉行眾多國際設計展覽，探討當代設計議題，致力推動香港的設計教育。

## 歷年展覽
HKDI Gallery成立於2010年，每年都會展出不同類型的展覽，例如平面設計、建築設計、傢俱設計、產品設計、時裝設計、珠寶設計、攝影等。過往曾舉辦的展覽包括德國工業設計名師康士坦丁 • 葛里奇（页面存档备份，存于） Konstantin Grcic 歷來最大型的個人專題展覽《大觀》、本地攝影大師梁家泰多媒體攝影展《浮瓶•浪跡》、紅點設計展覽等。歷年展覽有：
- 2018年11月17日至2019年3月31日 – 葉錦添：藍 — 藝術、服裝與記憶（页面存档备份，存于）
- 2018年10月27日至2019年2月17日 – 夢建城市（页面存档备份，存于）
- 2018年10月6日至2019年1月27日 – 瑞士多媒體互動設計展（页面存档备份，存于）
- 2017年11月25日至2018年5月27日 – 科 • 然（页面存档备份，存于）
- 2017年9月30日至2017年12月2日 – 絲 • 賞（页面存档备份，存于）[4]
- 2017年9月9日至2018年1月7日 – 時 • 序（页面存档备份，存于）
- 2016年11月30日至2017年3月26日 – 新 • 萃（页面存档备份，存于）
- 2016年11月26日至2017年4月26日 – 大觀（页面存档备份，存于）
- 2016年10月22日至2017年1月14日 – 建 • 哲（页面存档备份，存于）
- 2016年3月18日至2016年5月30日 – 浮瓶‧浪跡：梁家泰多媒體攝影展（页面存档备份，存于）

## 外部連結
- HKDI Gallery官方網頁（页面存档备份，存于）
- HKDI Gallery Facebook 專頁（页面存档备份，存于）
- 香港知專設計學院官方網頁（页面存档备份，存于）